# حمله هوایی

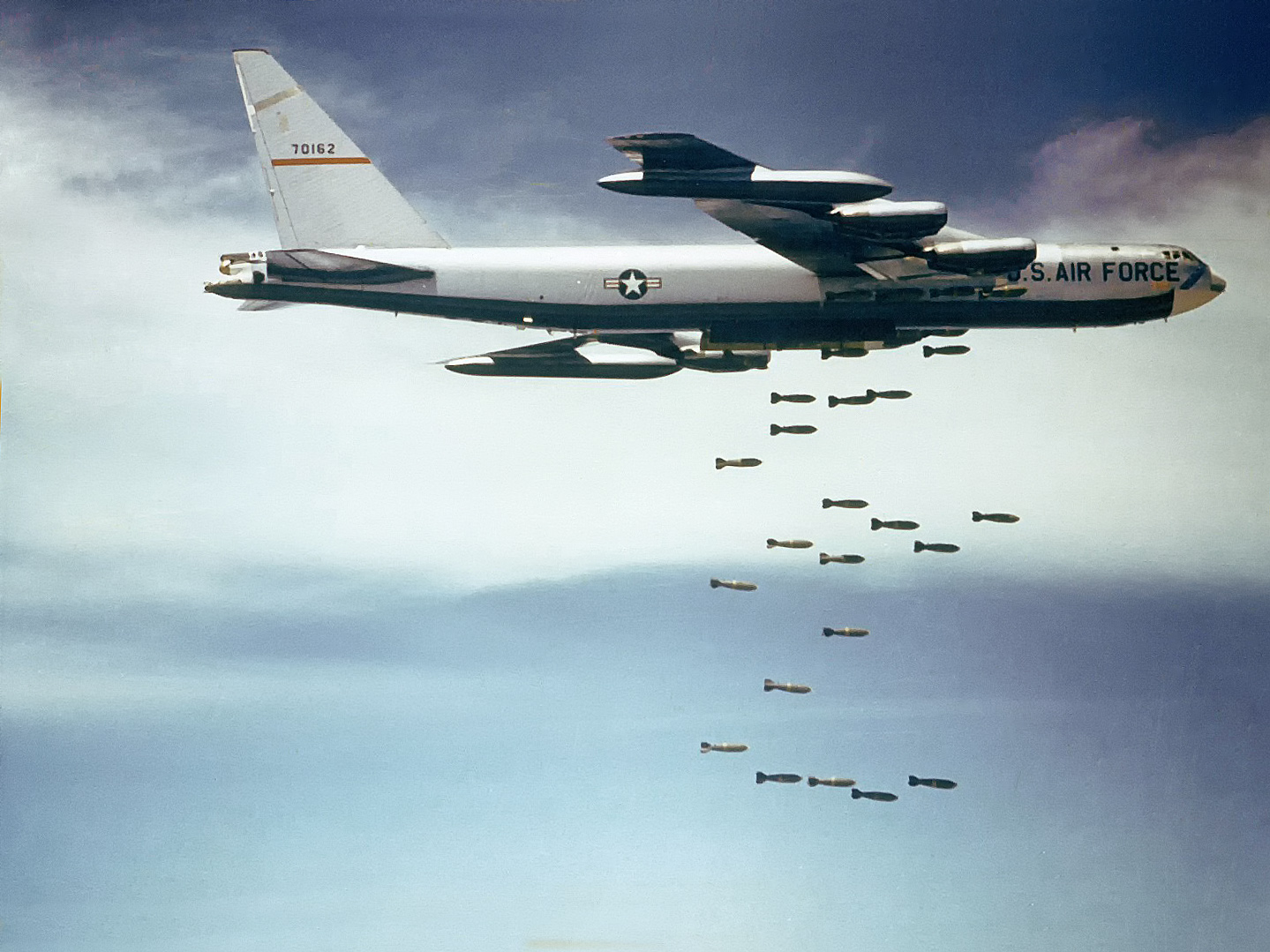
ب-۵۲اف در حال فروریختن بمب

حملهٔ هوایی به حملهٔ نظامی هواگردها به موضع زمینی دشمن گفته می‌شود که بسته به تاکتیک‌های نظامی انتخاب شده ممکن است حملهٔ یگان‌های توپخانه، تانک، زرهی، یا پیاده‌نظام را به دنبال داشته باشد. حملات هوایی عموماً به‌وسیله هواپیماهایی نظیر بمب‌افکن‌ها، هواپیماهای حمله زمینی یا جنگنده‌های ضربتی صورت می‌گیرد. سلاح‌هایی که در حمله هوایی به کار برده می‌شوند می‌تواند از گلوله‌های مسلسل تا موشک و انواع مختلف بمب نظیر جنگ‌افزار هسته‌ای یا سلاح شیمیایی را در بر بگیرد. این‌ها غالباً در بمباران‌های استراتژیکی به کار گرفته می‌شوند.

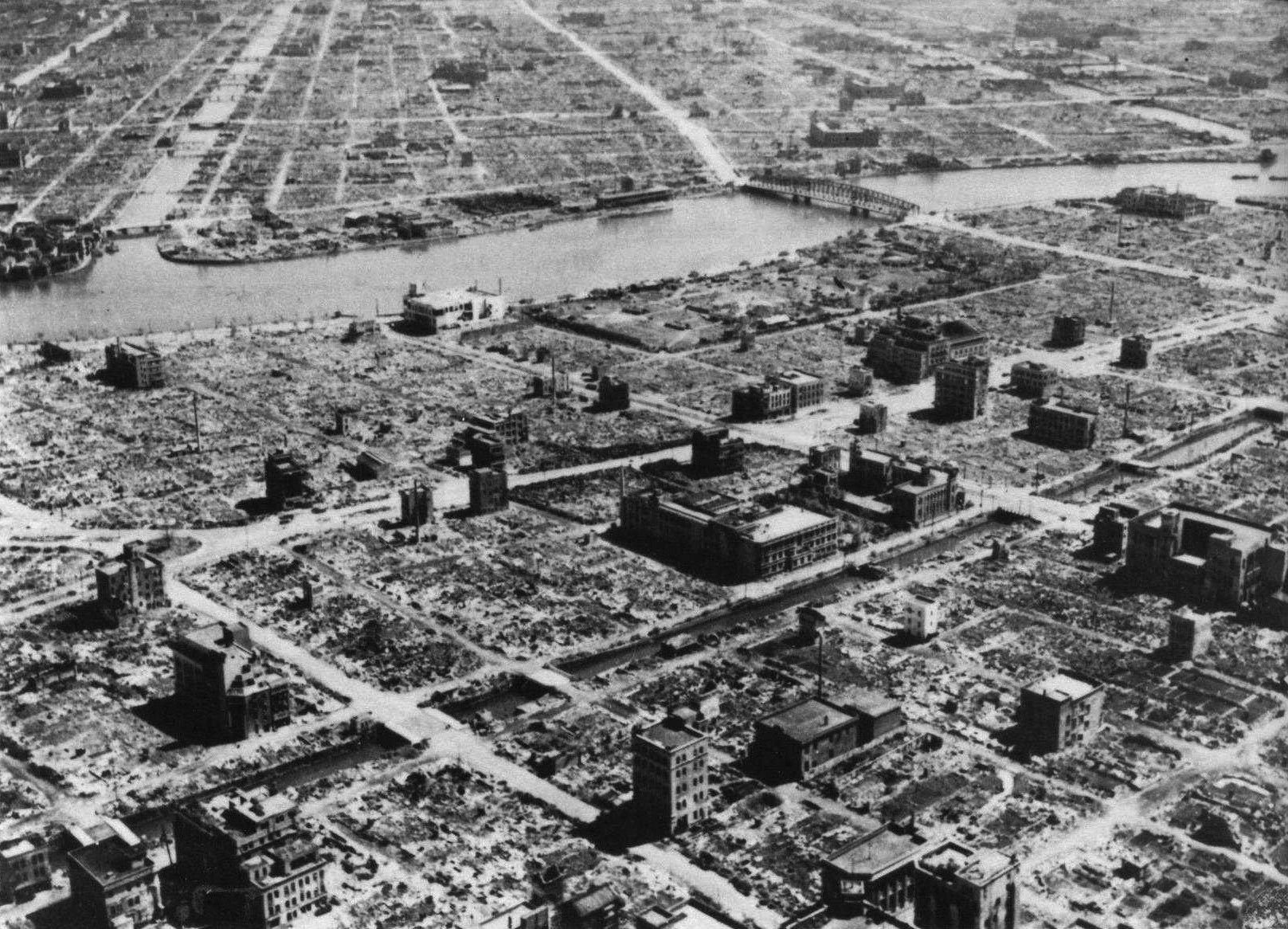
توکیو بعد از بمباران گسترده ۱۰ مارس ۱۹۴۵

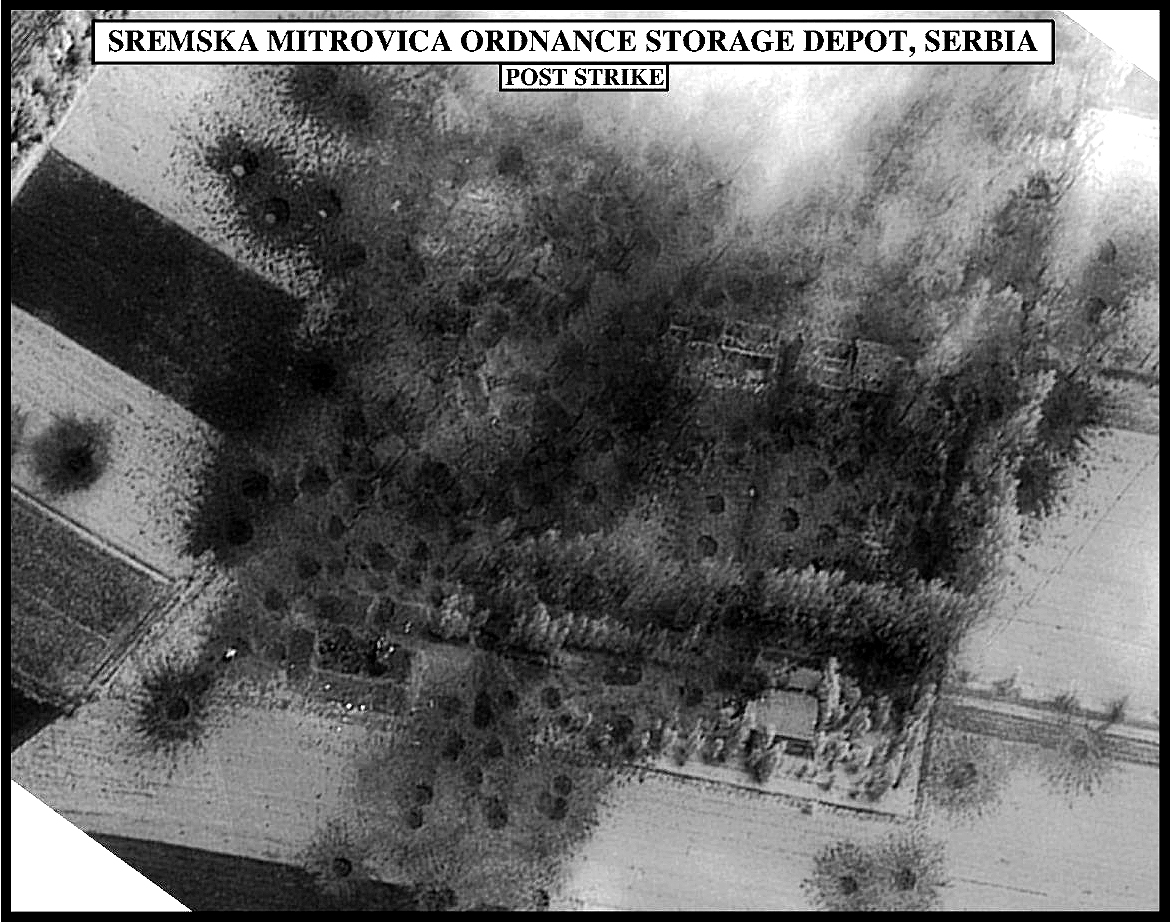
حمله هوایی در جنگ کوزوو

اولین حمله هوایی با حمله یک هواپیمای آلمانی به شهر لیژ در بلژیک در ۶ اوت ۱۹۱۴ (ششمین روز آغاز جنگ جهانی اول) صورت گرفت که بر اثر آن ۹ غیرنظامی کشته شدند.
از بزرگ‌ترین حمله‌های هوایی می‌توان به بمباران اتمی هیروشیما و ناگازاکی، بمباران هامبورگ و بمباران درسدن اشاره کرد که همگی در جنگ جهانی دوم رخ داده‌اند. همچنین بمباران غزه در خلع جنگ اسرائیل و حماس یکی‌از بزرگترین حمله هایی هوایی قرن ۲۱ میباشد.

## جنگ ایران و عراق
حملات نیروی هوایی عراق علیه ایران از بارزترین نشانه‌های معاصر بمباران است. حمله عراق به مناطق مسکونی و غیرنظامی از روز سوم جنگ ایران و عراق آغاز شد. مردم اهواز در ۲ مهر ۱۳۵۹ شاهد بمباران هوایی خانه‌هایشان بودند. اهالی اندیمشک و دزفول نیز که در طول جنگ بارها شاهد بمباران و موشک باران شهرشان بودند، اولین بار در تاریخ ۱۶ مهر ۱۳۵۹ مورد هجوم ۴ فروند میگ عراقی واقع شدند. در این حمله ۷۰ نفر ساکنان شهر کشته و ۳۰۰ نفر زخمی و خسارات فراوانی به تأسیسات شهری وارد شد. با این‌حال نیروهای نظامی ایران تا خرداد ۱۳۶۳ از بمباران مناطق مسکونی عراق خودداری کردند.
در زمستان ۱۳۶۵ جنگ شهرها توسط عراق وارد مرحله جدیدی شد. در این دوره که ۲۲ روز به طول انجامید، بیش از ۳۰۰۰ ایرانی غیرنظامی کشته و بیش از ۱۱۰۰۰ نفر مجروح شدند. عراق در طول این مدت اهدافی مانند مدارس و بیمارستان‌ها را هدف موشک‌های خود قرار داده بود؛ ولی مهم‌ترین دوره جنگ شهرها از ۱۰ اسفند ۱۳۶۶ تا ۱۱ اردیبهشت ۱۳۶۷ به طول انجامید و طی آن بیش از ۱۲ هزار غیرنظامی شامل کودکان و سالخوردگان کشته و متجاوز از ۵۳ هزار نفر مجروح شدند.

## بمباران استراتژیک
بمباران استراتژیک نوعی راهبرد نظامی است که در جنگ‌های تمام عیار با هدف شکست دادن کشور دشمن به وسیله از بین بردن توانایی اقتصادی و اراده مردم آن برای جنگ اتخاذ می‌شود. در این نوع بمباران با استفاده از بمب‌افکن‌های استراتژیک، موشک‌های دوربرد یا میان‌برد یا جنگنده بمب‌افکن‌های مجهز به جنگ‌افزار هسته‌ای به اهدافی که برای ظرفیت جنگی دشمن حیاتی هستند حمله می‌شود.

## ایالات متحده
کد ایالات متحده برای فراخواندن تمامی هواپیماهای موجود برای یک حمله هوایی «پیکان شکسته» بود، و این علامت در فیلم «ما سرباز بودیم» به کار برده شد. این فیلم جنگ ایادرانگ  در دره ایادرانگ را که در خلال جنگ ویتنام روی داد به تصویر می‌کشد.

## بمباران با اهداف غیرنظامی
گاهی در ایام توقف جنگ از بمباران هواپیماها برای شکستن سدهای یخی که در رودخانه‌های بزرگ شکل می‌گیرند استفاده می‌شود تا از سیل‌های فاجعه‌آمیز جلوگیری شود.

## همچنین ببینید
- پدافند
- رزم هوایی
- پدافند هوایی
- جنگ ضدهوایی